# Final Four de béisbol
La Final Four de béisbol es una competición de béisbol que se comenzó a celebrar en la temporada 2008. La disputan los dos equipos mejor clasificados en la Copa Europea de Béisbol y en la Copa de la CEB.
La primera edición, celebrada en Barcelona (España) en el Estadio Pérez de Rozas entre los días 13 y 14 de septiembre de 2008, fue ganada por el Nettuno Baseball Club de la localidad italiana de Nettuno, que venció en la final al San Marino Baseball Club de Ciudad de San Marino (San Marino). Este último club accedió al torneo en sustitución del equipo neerlandés Honkbal Club Kinheim, que no pudo acudir por problemas de calendario.   

## Palmarés
| Año  | Sede                  | Primero                    | Segundo                    | Tercero                    | Cuarto                   |
| ---- | --------------------- | -------------------------- | -------------------------- | -------------------------- | ------------------------ |
| 2012 | Nettuno, Italia       | Fortitudo Baseball Bologna | Nettuno Baseball Club      | Amsterdam Pirates          | Huskies de Rouen         |
| 2011 | Brno, República Checa | San Marino Baseball Club   | Parma Baseball             | Fortitudo Baseball Bologna | Amsterdam Pirates        |
| 2010 | Barcelona, España     | Fortitudo Baseball Bologna | Heidenheim Heideköpfe      | Rimini Baseball Club       | San Marino Baseball Club |
| 2009 | Barcelona, España     | Nettuno Baseball Club      | Fortitudo Baseball Bologna | Honkbal Club Kinheim       | L&D Amsterdam            |
| 2008 | Barcelona, España     | Nettuno Baseball Club      | San Marino Baseball Club   | Grosseto Orioles           | Fútbol Club Barcelona    |